# خشت‌مسجد (رشت)
خشت‌مسجد، روستایی است از توابع بخش مرکزی شهرستان رشت در استان گیلان ایران.

## جمعیت
این روستا در دهستان پسیخان قرار دارد و براساس سرشماری مرکز آمار ایران در سال ۱۳۸۵، جمعیت آن ۲۴۶۸ نفر (۶۴۴خانوار) بوده‌است.